# 高天原故地碑
高天原故地碑（たかまがはらこちひ）は、大韓民国慶尚北道高霊郡の加耶大学校内にある石碑。日本神話の天津神が住む高天原は、ここであると記されている。

## 概要
高天原は実在の地域を反映しているとする説は古くから存在し、第二次大戦後は主としてアマチュア研究家によって朝鮮半島説も唱えられることがあった。しかし、当初その比定地とされたのは石碑のある慶尚北道高霊郡ではなく、戦前から一部の研究家によってスサノオが立ち寄ったという新羅のソシモリの候補とされた、江原特別自治道春川市であった。
その中で、春川に代わって名乗りをあげたのが高霊郡であった。加耶大学校の李慶煕総長がこの説の主唱者で、1999年6月28日に「高天原故地」と記された石碑が建立された。

## 李慶煕の主張
李慶煕総長の主張によると
- 高皇産霊尊は、高と霊の字が含まれるので、高霊郡で誕生した[1]。
- 東国與地勝覧に書かれている伽耶の天神夷毗訶之の次男伊珍阿豉（イジンアシ）はイザナミと発音が似ている。そのため、伊珍阿豉はイザナミである。
- 任那の任は現代の韓国語で「主人」「母」を意味する。そのため、任那は『主人の国』や『母なる国』を意味する。
- 高千穂の添山（そおりやま）は韓国の首都ソウルと発音が似ている。そのため、添山はソウルを指す。

と、いうことだそうである。
これらの主張は、2001年に訪韓した筑波大学の馬渕和夫名誉教授らの賛同を得ている。このとき、馬渕教授は李総長の主催する学会で「朝鮮民族が日本を征服し大和王朝を建てた」と発表している。